# Distrikt Yarabamba
Der Distrikt Yarabamba liegt in der Provinz Arequipa der Region Arequipa in Südwest-Peru. Der Distrikt wurde am 25. Januar 1943 gegründet. Er hat eine Fläche von 492,2 km². Beim Zensus 2017 lebten 1314 Einwohner im Distrikt. Im Jahr 1993 lag die Einwohnerzahl bei 951, im Jahr 2007 bei 1027. Die Distriktverwaltung liegt in der 2460 m hoch gelegenen Ortschaft Yarabamba mit 229 Einwohnern (Stand 2017). Yarabamba liegt knapp 18 km südsüdöstlich vom Stadtzentrum der Provinz- und Regionshauptstadt Arequipa entfernt. Der Distrikt Yarabamba bildet gemeinsam mit den benachbarten Distrikten Characato, Sabandía, Mollebaya, Quequeña, Pocsi und Polobaya die Mancomunidad de la Cuenca Sur Oriental, ein Zusammenschluss der Distrikte im Südosten der Provinz Arequipa.

## Geographische Lage
Der Distrikt Yarabamba liegt im zentralen Süden der Provinz Arequipa. Er erstreckt sich über das Küstenhochland. Am Río Yarabamba, wo der Distrikthauptort liegt, wird bewässerte Landwirtschaft betrieben. Ansonsten herrscht Wüstenvegetation.
Der Distrikt Yarabamba grenzt im Westen an den Distrikt La Joya, im Nordwesten an den Distrikt Uchumayo, im Norden an die Distrikte Tiabaya, Jacobo Hunter, Socabaya, Mollebaya und Quequeña, im Osten an den Distrikt Polobaya sowie im Süden an den Distrikt Cocachacra (in der Provinz Islay).